# Vospělův mlýn
Vospělův mlýn v Kunžaku v okrese Jindřichův Hradec je vodní mlýn, který stojí jihovýchodně od centra obce v místní části Velké Podolí na potoku Chlum. Je chráněn jako nemovitá kulturní památka České republiky.

## Historie
Mlýn je zmíněn roku 1611 za mlynáře Jana Vosvačila. Roku 1930 je uveden v Seznamu vodních děl republiky Československé jako mlýn s pilou.
Roku 1950 dostal mlynář Josef Vospěl zákaz provozovat dále mlynářské řemeslo a mlýnice s mlecími stroji byla uzavřena a zapečetěna. Po jeho vstupu do JZD v roce 1957 měl povoleno šrotování pro JZD a záhumenkáře.

## Popis
Při zasazení normálního znamení dne 22. června 1880 byl pro mlýn a pilu čp. 113 sepsán protokol a proveden zápis do vodní knihy: „Voda využívána ku hnaní mlýna a pily. Mlýn má 2 složení a 2 stoupy. Kola jsou na vrchní vodu a sice 4,75 m a 4,65 m v průměru u mlýna a 1,6 m v průměru u pily. Mlýnské kameny jsou 0,8 m v průměru. Kompletní umělecké složení včetně spádových trubek, kapsových výtahů apod.“
Voda na vodní kolo vedla náhonem a odtokovým kanálem se vracela zpět do potoka. Dochoval se naftový motor od výrobce Václav Suchý, Čtyřkoly; jedná se o čtyřdobý naftový stojatý jednoválec o výkonu 12 HP, jehož díly se dochovaly na manipulační podlaze.